# Buse de Socotra
Buteo socotraensis
Espèce
Statut de conservation UICN

 VU D1 : Vulnérable
Statut CITES
La Buse de Socotra (Buteo socotraensis) est une espèce d'oiseaux de la famille des Accipitridae. Elle était, et est encore souvent, considérée comme une sous-espèce de la Buse variable (Buteo buteo).

## Répartition
Cette espèce est endémique de l'île de Socotra.

## Taxinomie
Bien que connue au moins depuis 1899 de William Robert Ogilvie-Grant et de Henry Ogg Forbes qui ont récolté l'holotype, Buteo socotraensis a longtemps été et est encore souvent considérée comme une sous-espèce de la Buse variable (Buteo buteo). Elle en a été séparée après des études génétiques en 2000, mais sa description formelle n'a été faite qu'en 2010.

## Publication originale
- (en) R.F. Porter et Guy M. Kirwan, « Studies of Socotran birds VI. The taxonomic status of the Socotra Buzzard », Bulletin of the British Ornithologists' Club, vol. 130, no 2,‎ 2010, p. 116-131 (lire en ligne [PDF])